# 6204 MacKenzie
6204 MacKenzie (1981 JB3) là một tiểu hành tinh vành đai chính được phát hiện ngày 6 tháng 5 năm 1981 bởi C. S. Shoemaker ở Palomar.